# Ponor

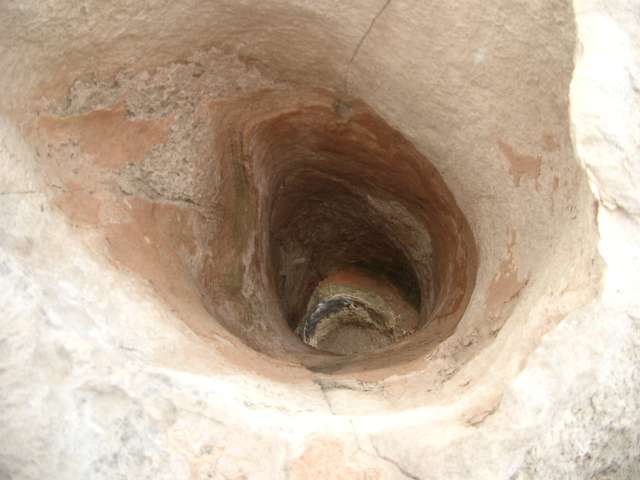

Ponor é uma abertura natural em áreas cársicas que se comunica com uma rede de galerias que pode servir de sumidouro ou exsurgência consoante o nível freático. É comum encontrar ponors no fundo dos polje.